# Apple Store
Apple Store е верига от магазини, притежавани и управлявани от Apple Inc., в които се предлагат продукти от екосистемата на Apple, включително компютри Mac, смартфони iPhone, таблети iPad, смартчасовници Apple Watch и други.
Компанията получава многобройни архитектурни награди за своите дизайни, включително за своя емблематичен магазин на Пето авеню в Ню Йорк.
- Apple Fifth Avenue, един от магазините на Apple в Ню Йорк
- Вторият магазин на Apple в Латинска Америка, Мексико Сити
- Вита стълба в Apple Store в Бостън
- Apple Store в Екс ан Прованс, Франция